# Alain Lithaud
Alain Lithaud, né le 30 janvier 1947 à Homécourt (Meurthe-et-Moselle) et mort le 30 juin 2023 à Paris,, est un compositeur de musique électro-acoustique français.

## Biographie
Alain Lithaud a eu une formation marquée par un triple apprentissage, à la musique (douze années de violon), aux lettres modernes et à la physique, ce qui lui a permis d'être enseignant dans un établissement privé. Son intérêt très précoce pour les arts du spectacle l'a conduit à créer une troupe de théâtre, à tourner des courts-métrages, à collaborer à l'Université de Nancy II avec Roger Viry-Babel - également producteur de radio et de télévision - et avec Jean-Marie Villégier - également metteur en scène de théâtre et d'opéra. En 1974, c'est à l'occasion d'un travail avec ce dernier qui met en scène une Tentation de Saint Antoine d'après Flaubert qu'Alain Lithaud découvre en autodidacte les "mises en espaces sonores", la manipulation des bandes magnétiques et la composition de musiques électro-acoustiques.
Alain Lithaud appartient à la première génération des compositeurs sur ordinateurs. Au CEMAMu, il compose sur l'UPIC, l'ordinateur conçu pour Iannis Xenakis. Depuis 1982, Alain Lithaud participe, en tant que compositeur-expert, à l'amélioration des logiciels d'analyse et de synthèse des sons de l'IRCAM, comme AudioSculpt. Il est chercheur invité à l'IRCAM.
Alain Lithaud appartient à l'Ouvroir du Sonore et du Musical Potentiels (OUSONMUPO) qui est à l'art des sons ce que l'OULIPO est à la littérature. Depuis septembre 2016, il fait partie comme membre fondateur de l’Atelier métaphoniste.
Il meurt le 30 juin 2023 à Paris,.

## Musiques pour le théâtre
C'est en travaillant concrètement pour des metteurs en scène qu'Alain Lithaud a découvert la pratique de la musique de scène qui est souvent une "mise en espace sonore", mêlant musiques sur instruments acoustiques, musiques synthétisées par des générateurs électroniques ou composées sur ordinateur, sons et bruits organisés pour répondre aux projets artistiques de metteurs en scène qui apprécient son sens de la progression dramatique. Citons notamment : 
- 1974 La Tentation de Saint Antoine d'après Gustave Flaubert, mise en scène de Jean-Marie Villégier, création à Nancy, puis reprise à Marseille (1977) et à Paris (Marais, 1977 ; Centre Georges Pompidou, 1978)
- 1981 Le Savon d'après Francis Ponge, adapté et mis en scène par Christian Rist, création au Centre Georges Pompidou (et diffusion sur France Culture), avec Reine Courtois et Nelly Borgeaud ; repris à différentes reprises, en particulier par la Comédie française, avec Denise Gence (Festival d'Avignon, 1985 ; grande salle de la Comédie française, Paris, 1986).
- 1981 Compagnie de Samuel Beckett, mise en scène de Daniel Zerki (Festival d'Automne).
- 1982 Morale Élémentaire de Raymond Queneau, mise en scène de Daniel Zerki. Création au Centre Georges Pompidou.
- 1982 Iollas (Noël Régis) - Mise en scène de Jacques Monod - Création au Grand Théâtre de Nancy.
- 1986 Générique de Valère Novarina, mise en son "live", mise en scène de Christian Rist. Création au Festival d'Avignon.
- 1986 Fragments Lunaires - Spectacle musical de Pierre Friloux et Françoise Gedanken - Création au Théâtre de l'Athénée-Louis Jouvet puis Festival des Arts Électroniques de Rennes.
- 1989 Un changement de registre, spectacle de Philippe Baby d’après Franz Kafka. Création au Café de la Danse à Paris.
- 1994 36 preuves de l'existence du Diable d'après André Frossard - Adaptation et Mise en scène de Michèle Venard - Création au Salon de Musique du Collège néerlandais à Paris.
- 1995 Libre Adaptation Amoureuse de Roméo et Juliette pour la lune, le soleil et quelques étoiles de Babette Masson et Jean-Louis Heckel - NADA Théâtre. Créé au Théâtre de Châtillon-sous-Bagneux.
- 1995 Les yeux bleus cheveux noirs de Marguerite Duras. Mise en scène de Pedro Kadivar. Création au Théâtre de l’Athénée-Louis Jouvet.
- 1996 Marie Stuart de Wolfgang Hildesheimer. Mise en scène de Jean-Louis Heckel - NADA Théâtre. Création au Théâtre des Plateaux/LISA à Angoulême.
- 1997 Hyènes de Christian Siméon. Mise en scène de Jean Macqueron. Créé au Théâtre 18 Paris.
- 1997 Les villes invisibles d'Italo Calvino - Adaptation et mise en scène de Odile Bichet - Création au Jardin d'eau, Bassin des Typha à Nancy.
- 2000 La héronnière de Catherine Zambon. Mise en scène de Yves Chenevoy. Créé au Théâtre Romain Rolland à Villejuif.
- 2000 Salvador, l’enfant, la montagne et la mangue de Suzanne Lebeau. Mise en scène de Yves Chenevoy. Créé au Théâtre Romain Rolland à Villejuif.
- 2000 Piou-Piou show - Jean-Louis Heckel et Pascale Blaison - NADA Théâtre - Création au Colibri à Avignon.
- 2003 Pas de deux de Jacques Jouet et Olivier Salon (OuLiPo)). Mise en scène de Christophe Galland. Création au Centre Culturel André Malraux (Vandœuvre).
- 2003 Haute surveillance de Jean Genet - Mise en scène de Vincent Ecrepont - Création à l'Avant-Seine, Théâtre de Colombes.
- 2003 Carlito et le Rayon de soleil - Conte musical pour enfants de Claudie Arif - Création à l'Atelier de la Bonne Graine à Paris.
- 2004 Présences de Jean Gillibert de et avec Jean Gillibert, orchestré par Michèle Venard. Création à la Maison des Métallos à Paris, enregistré par Radio France, diffusé sur France Culture.
- 2004 Sur deux Elles, autour de Hiam Abbass, spectacle conçu et mis en scène par Maripaule B. Création au Corum à Montpellier.
- 2005 Les Saônes de Catherine Zambon. Mise en scène d' Yves Chenevoy. Création à Abbevile.
- 2005 Federman's de Raymond Federman. Adaptation et mise en scène de Louis Castel. Création au Festival d'Avignon.
- 2007 Lumières du corps de Valère Novarina, adaptation de Louis Castel. Création à Avignon.
- 2010 : Création sonore pour Générations en cavale de Sylvie Chenus, mise en scène de Mathieu Loiseau.
- 2013 : musique pour le spectacle Les Humes de Jean Gillibert (mise en espace de Michèle Venard, Théâtre du Nord Ouest, Paris)

## Musiques pour la danse
Si la musique pour le théâtre a servi de point de départ pour la création musicale d'Alain Lithaud, c'est sans doute pour la danse qu'il a sonné le meilleur de sa création pour les arts de la scène. La danse, malgré les contraintes exigées par les chorégraphes, offre plus de libertés et permet à son inventivité créatrice de se déployer. Signalons tout particulièrement ses collaborations avec Daniel Dobbels, Brigitte Asselineau et Maïté Fossen. 
- 1983 Esquisses pour une Nuit, chorégraphie de Renate Pook - no 1 et 2 créées à Colombes (1981), no 3 créée à Strasbourg.
- 1982 Rémanence, chorégraphie de Christine Gérard. Créée à Paris.
- 1982 Nébule, cinéma et danse chorégraphie de Daniel Viguier. Créée à Toulouse.
- 1984 Le Silence des Sirènes, chorégraphie de Daniel Dobbels, et Christine Gérard. Créée à Villepreux.
- 1987 L'enfer, chorégraphie de Daniel Dobbels. Créée à Nancy Centre Culturel André Malraux.
- 1989 Paysages, chorégraphie de Brigitte Asselineau. Créée au Théâtre 18 à Paris.
- 1992 La Méridienne, spectacle musical et chorégraphique de Illinca Gheorghiu sur un argument scientifique de Jean-Pierre Verdet. Création à l'Observatoire de Paris.
- 1997 L’âme des passages, chorégraphie de Christine Gérard. Créée au Théâtre Dunois.
- 1998 La loquèle - Christine Gérard - Création à Paris.
- 1999 D’ici, d’ailleurs, l’étrangère..., chorégraphie de Maïté Fossen. Créée au Théâtre de Draguignan.
- 2000 Volte-Face (Opus 1), chorégraphie de Maïté Fossen. Créée à La Manutention au Festival d’Avignon.
- 2000 L’entrée dans le jardin, chorégraphie de Maïté Fossen. Créée à La Manutention au Festival d’Avignon.
- 2000 L'enfer (version 2), chorégraphie de Daniel Dobbels. Créée à L’Etoile du Nord à Paris.
- 2001 Quel est ce visage ?, chorégraphie de Christine Gérard. Créée au RIDC à Paris (Mars 2001).
- 2002 Toi de si loin..., chorégraphie de Maïté Fossen. Créée à Chateauvallon.
- 2005 10', chorégraphie de Daniel Dobbels. Création à l'Apostrophe, Théâtre de Louvrais.
- 2006 Elebos-F et Elebos-G, chorégraphies de Maïté Fossen. Création au CNSM en novembre 2006 - CD-DVD - Examen d'entrée au C.E.P.I 2007 et 2008.
- 2006 L'insensible déchirure, chorégraphie de  Daniel Dobbels. Création à L'Espal au Mans, repris en 2007 à la Cité Internationale.

## Musiques pour le cinéma
De la scène à l'écran : Alain Lithaud a aussi beaucoup composé pour des courts métrages de Pierre Bressan, Roger Viry-Babel, Jacques Maurice. Signalons ses travaux en commun avec Jérôme Bourdellon pour des documentaires de Régis Caël et Régis Latouche. Citons aussi : 
- Arrangements pour Le Violon du Diable de Roger Viry-Babel, avec Ivry Gitlis. Prod. FR3 Nancy.
- 1992 Le Paris de K de Variety Moszinsky (septembre 1994) - Video sur la performance du photographe argentin Alejandro Kuropatwa à l'hôtel Meurice en janvier 1992.
- 1994 Omaha Beach de Pierre-Emmanuel Danan (1994) - Video pour les Musées du Débarquement.
- 1996 Les Âmes de Verdun, musique de film pour quatre courts métrages de Régis Caël, Régis Latouche, André Bendjebbar. Diffusion sur La Cinq et à Paris-Grande Cour des Invalides.
- 1996 Archives 1,2 & 3, musique de Film pour des Archives de la Guerre 1914/1918. Première diffusion à Paris- Grande Cour des Invalides pour “Verdun 1916-1996”.
- 1997 Au-delà des mers, musique de Jérôme Bourdellon et Alain Lithaud pour un documentaire de Régis Caël, Régis Latouche, André Bendjebbar. Première diffusion sur La Cinq.
- 1997 Leclerc raconté aux enfants et à leurs parents, musique de Jérôme Bourdellon et Alain Lithaud pour un documentaire de André Bendjebbar. Première diffusion au Sénat;
- 1997 La frontière,  musique de Jérôme Bourdellon et Alain Lithaud - de Film pour un documentaire de Régis Caël, Régis Latouche.
- 1997 Terres d’asile, musique de Jérôme Bourdellon et Alain Lithaud pour un documentaire de Régis Caël et Régis Latouche.
- 1997 Kisses from France,  musique de Jérôme Bourdellon et Alain Lithaud pour un documentaire de Régis Caël et Régis Latouche.

## Musiques pour le concert
Alain Lithaud est l'auteur de nombreuses pièces de concert, pièces mixtes comme « Renonde » (quatuor pour soprano, clarinette basse, flûte basse et machine UPIC) ou purement électro-acoustiques comme « R-Mix » (programme Chant), « B.A.C. » (transformation d'instruments). Ses pièces sont créées dans des lieux très divers : Ljubljana (Slovénie), Festival d'Automne à Paris, Festival de la Rochelle, Festival d'Avignon, Musique Action Internationale Nancy, Festival du Film Underground à Nancy, à Strasbourg, Marseille, au Festival Synthèse de Bourges, et à France Musique. 
- 1976 création sur France Musique de : Rectus Versus no 1, Automath, Filtre Rouge, Diachronie Lacunaire, Diagonale et Fondamentale (Œuvres pour bande magnétique).
- 1977 création à Nancy de Musique pour un spectacle inexistant, Phonème III, Itinéraire IV (Œuvres pour bande magnétique).
- 1978 Etudes pour La Volüspa no 1 et no 2, Concert Ljubljana (Slovénie).
- 1979 La Volüspa, d'après La Volüspa ou le dit de la voyante, tiré des EDDAS Scandinaves, texte Islandais du XIIIe siècle, création de la première version radiophonique à Radio Student (Ljubljana, Slovénie).
- 1980 Intervention avec le groupe instrumental slovène SAETA. Musée d'Art Moderne -Biennale de Paris.
- 1981 B.A.C. ; 1982, R-Mix, 1983, Iollas ou Ouverture pour une tragédie, Œuvres pour bande magnétique, création France Musique, « Portrait » in "Les Provinciales", Juillet 1983.
- 1984 Création à Strasbourg de Balai mécanique.
- 1984 Création en Concert à Nancy de Une ville pour le vent qui passe - Fragment I, Pièce mixte pour récitante, flûte alto et bande magnétique d'après un texte de Hélène Cadou ; de Traces II avec Damien Charron.
- 1985 Nancy, CCAM - Musique Action Internationale II : participation à l'œuvre collective « Envoi » avec la Commande de Renonde, pièce mixte pour l'Accroche-Note de Strasbourg et UPIC).
- 1988 Conservatoire de Montreuil, avec les "Ateliers UPIC".
- 1991 Création en Concert à Nancy de  Contrechamps avec Jean-Louis Charpille (Pièce mixte pour onze instruments et dispositif électroacoustique).
- 1992 Conservatoire de Palaiseau, avec les "Ateliers UPIC".
- 1995 Création en Concert à Nancy de  Jabberwocky - Etude no 1 (Œuvre pour bande magnétique).
- 1996 Paris, Grande Cour des Invalides - Verdun 1916-1996, Commande du Musée de l'Armée : Ouverture Tragique, Chœur des Âmes, Archives 1, 2 & 3.
- de 2002 à 2009, participation au Festival Synthèse de Bourges : 2002, 32e Festival, avec Nuit vernale ; 2003, 33e Festival avec Alma Mater ; 2004, 34e Festival, avec Soanne ; 2005, 35e Festival, avec Gallia (version 1) ; 2006, 36e Festival, avec Hudatos ; 2007, 37e Festival, avec Ephélonos[4] ; 2008, 38e Festival, avec Ephélonos et Les Barricades ; 2009, Œuvre ouverte Jien-hua.
- 2009, création de Route de l'Arène - Bref Opéra, XXXIe Festival International de Musique Contemporaine, Moscou, 21 novembre 2009.
- 2009, diffusions multiples de Nuit vernale dans le cadre du "Sound Walk" du "Musica Viva Festival", 11-20 septembre 2009, Portugal.
- 2011, création des Villes invisibles - Carnet 1, Festival O•zvočenje 9, Ljubljana, 20 avril 2011.

## Musiques avec l'OUSONMUPO
Participation aux concerts collectifs de l'OUSONMUPO : 
- Depuis 2009 : concerts réguliers à Paris, au Théâtre de la Vieille-Grille (3 fois par an), en Province (comme à Rennes, 2010, pour le cinquantenaire de l'OULIPO) et à l'étranger (Moscou, Liège).

## Expertise pour les nouvelles techniques de synthèse et d’analyse informatique
Grâce à sa double compétence de musicien et de physicien, Alain Lithaud est naturellement devenu un expert de systèmes informatiques de synthèse sonore et musicale. Il a collaboré techniquement à l'utilisation d'outils informatiques développés par les organismes de recherche en ces domaines : 
- IRCAM : programmes Chant, SuperVP, Diphone, et tout particulièrement AudioSculpt.
- CEMAMu, avec l'UPIC, l'ordinateur de Y. Xénakis.

Il a été directeur artistique sonore, en fait oreille, pour des films qui ont eu recours à ces outils pour leur musique et leur bande son :
- 2000 Vatel, de Roland Joffe, avec Gérard Depardieu.
- 2001 Vercingetorix de Jacques Dorfmann avec Christophe Lambert.
- 2003 Tiresia, de Bertrand Bonello.
- 2007 Les amours d'Astrée et de Céladon, d'Éric Rohmer.

## Autres activités
- Réalisation de courts métrages : Grand Age (avec Jacques Drillon), L'Urne Noire (acteur : Roger Viry-Babel), La Glace et le Fer (avec Jacques Drillon).
- 1971-1978, Direction de la compagnie théâtrale Les Comédiens du Bec de Gaz (200 représentations).
- Assistant à la mise en scène, régie lumière ou direction artistique de La Tentation de Saint-Antoine, d'après Gustave Flaubert, mise en scène de Jean-Marie Villégier ; Le Savon d'après Francis Ponge, mise en scène Christian Rist ; Les Amoureux de Molière, mise en scène de Christian Rist ; Générique de Valère Novarina, Avignon ; Passage Perec de Daniel Zerki.
- Réalisation de bandes sonores pour le théâtre (Antoine Bourseiller, Le Trompe-l'Œil, 4 litres 12, Studio Classique, Théâtre Troll, Josée Bréchat, NADA Théâtre) et pour la danse (Renate Pook, Christine Bastin, Nathalie Collantes, Brigitte Asselineau, Christine Gérard, Daniel Dobbels).
- Activités à l'IREM (Institut de Recherche sur l'Enseignement des Mathématiques) pour lequel il réalise des courts-métrages pédagogiques.
- Enseigne pendant 25 ans le Son et son Écoute et l'écriture cinématographique à l'Institut Européen du Cinéma et de l'Audiovisuel de l'Université de Nancy II.